# Liste des lieux patrimoniaux du comté de Digby
Cet article recense les lieux patrimoniaux du comté de Digby en Nouvelle-Écosse inscrit au répertoire des lieux patrimoniaux du Canada, qu'ils soient de niveau provincial, fédéral ou municipal.

## Liste
| [ 1 ] | Lieu patrimonial                                        | Illustration                             | Municipalité        | Adresse                  | Coordonnées          | No    | Constr. | Prot.                            | Rec. | Notes |
| ----- | ------------------------------------------------------- | ---------------------------------------- | ------------------- | ------------------------ | -------------------- | ----- | ------- | -------------------------------- | ---- | ----- |
| M     | Cimetière de la Pointe-à-Major                          | Téléverser                               | Anse-des-Belliveau  | 245 Doucette Point Road  | 44.3845 -66.0798     | 16023 | 1774    | Municipally Registered Property  | 1993 |       |
| M     | Bayview United Church                                   | Téléverser                               | Bay View            | 1074 Lighthouse Road     | 44.6779 -65.7736     | 1316  | 1880    | Municipally Registered Property  | 1990 |       |
| F     | Phare de Point Prim (en)                                | Phare de Point Prim (en)                 | Bay View            |                          | 44.690833 -65.786389 | 20770 | 1964    | Phare patrimonial                | 2015 |       |
| F     | Phare de Cap Sainte-Marie                               | Phare de Cap Sainte-Marie                | Cape St. Marys (en) |                          | 44.085892 -66.21104  | 20893 | 1969    | Phare patrimonial                | 2015 |       |
| M     | Centreville United Church                               | Téléverser                               | Centreville         | 34 Trout Cove Road       | 44.5462 -66.0131     | 1319  | 1856    | Municipally Registered Property  | 1993 |       |
| M     | Ward House                                              | Téléverser                               | Centreville         | 215 Trout Cove Road      | 44.5466 -66.0281     | 1375  | 1800    | Municipally Registered Property  | 2001 |       |
| P     | St. John the Baptist Church                             | Téléverser                               | Corberrie           | No. 340 Highway          | 44.2354 -65.9292     | 6238  | 1841    | Provincially Registered Property | 1991 |       |
| M     | Culloden Baptist Church                                 | Téléverser                               | Culloden (en)       | 1643 Culloden Road       | 44.6553 -65.8338     | 1338  | 1877    | Municipally Registered Property  | 1990 |       |
| F     | Église anglicane Trinity                                | Église anglicane Trinity                 | Digby               | 87 Queen Street          | 44.6192 -65.7567     | 10584 | 1878    | National Historic Site of Canada | 1990 |       |
| P     | Trinity Anglican Church                                 | Trinity Anglican Church                  | Digby               | Queen Street             | 44.6204 -65.7577     | 7266  | 1878    | Provincially Registered Property | 1994 |       |
| P     | Gilbert's Cove Lighthouse                               | Gilbert's Cove Lighthouse                | Gilbert's Cove      | 244 Lighthouse Road      | 44.4943 -65.9523     | 1261  | 1904    | Provincially Registered Property | 1991 |       |
| M     | Haight Residence                                        | Téléverser                               | Hillgrove           | 1721 Ridge Road          | 44.5264 -65.8022     | 1374  | 1850    | Municipally Registered Property  | 1999 |       |
| M     | Captain Cheney's Homestead                              | Téléverser                               | Little River        | 86 Shore Road            | 44.4441 -66.1398     | 1314  | 1910    | Municipally Registered Property  | 1999 |       |
| M     | Little River United Baptist Church                      | Little River United Baptist Church       | Little River        | Highway 217              | 44.4428 -66.1491     | 1339  | 1880    | Municipally Registered Property  | 1994 |       |
| P     | Gardenia Lodge-Savary House                             | Téléverser                               | Plympton (en)       | No. 101 Highway          | 44.5115 -65.9064     | 7992  | 1820    | Provincially Registered Property | 1990 |       |
| M     | Westway Inn                                             | Téléverser                               | Plympton (en)       | 5 French Road            | 44.5044 -65.9161     | 1385  | 1835    | Municipally Registered Property  | 1993 |       |
| P     | Église Sainte-Marie                                     | Église Sainte-Marie                      | Pointe-de-l'Église  | 1713 Higway No. 1        | 44.334 -66.1162      | 5390  | 1905    | Provincially Registered Property | 2001 |       |
| P     | Isaac LeBlanc House                                     | Téléverser                               | Pointe-de-l'Église  | 33 Isaac LeBlanc Chemain | 44.3254 -66.1195     | 5388  | 1874    | Provincially Registered Property | 1997 |       |
| P     | All Saints Anglican Church and Cemetery                 | Téléverser                               | Rossway             | 10219 Route 217; Rossway | 44.5847 -65.9029     | 6236  | 1845    | Provincially Registered Property | 1991 |       |
| M     | Church of the Nativity                                  | Téléverser                               | Sandy Cove          | 321 Sandy Cove Road      | 44.4904 -66.0923     | 1318  | 1850    | Municipally Registered Property  | 1993 |       |
| M     | Dickson Residence (Captain John Squires Eldridge House) | Téléverser                               | Sandy Cove          | 46 Bayshore Road         | 44.4921 -66.0895     | 1372  | 1850    | Municipally Registered Property  | 1999 |       |
| M     | Sandy Cove United Baptist Church                        | Téléverser                               | Sandy Cove          | 350 Sandy Cove Road      | 44.4904 -66.09       | 1381  | 1850    | Municipally Registered Property  | 1994 |       |
| M     | Zion United Church                                      | Téléverser                               | Sandy Cove          | 325 Sandy Cove Road      | 44.4907 -66.0921     | 1382  | 1856    | Municipally Registered Property  | 1993 |       |
| P     | Smith's Cove Baptist Meeting House and Temperance Hall  | Téléverser                               | Smiths Cove         | Highway No. 1            | 44.6112 -65.7066     | 3077  | 1837    | Provincially Registered Property | 1994 |       |
| M     | Smith's Cove United Church                              | Téléverser                               | Smith's Cove        | 660 Highway No.1         | 44.6124 -65.7027     | 1384  | 1885    | Municipally Registered Property  | 1993 |       |
| M     | Former Southville Church of Christ                      | Téléverser                               | Southville          | 807 Langford Road        | 44.3524 -65.8997     | 1379  | 1889    | Municipally Registered Property  | 1999 |       |
| M     | Oddfellows Hall                                         | Téléverser                               | Westport            | 7 Second Street          | 44.2617 -66.3531     | 1343  | 1909    | Municipally Registered Property  | 1994 |       |
| P     | Westport United Baptist Church                          | Téléverser                               | Westport            | 50 Wellington Street     | 44.2612 -66.3542     | 4098  | 1850    | Provincially Registered Property | 1991 |       |
| M     | Fitzgerald House                                        | Téléverser                               | Weymouth            | 74 Fort Point Road       | 44.4382 -65.9983     | 1340  | 1835    | Municipally Registered Property  | 2001 |       |
| M     | Former Saint Thomas Anglican Church                     | Téléverser                               | Weymouth            | 4668 Main Street         | 44.4135 -65.996      | 1373  | 1864    | Municipally Registered Property  | 1999 |       |
| M     | Payson House                                            | Payson House                             | Weymouth            | 4458 No. 1 Highway       | 44.4047 -65.9988     | 6494  |         | Municipally Registered Property  | 1999 |       |
| M     | Stephen Payson Homestead                                | Stephen Payson Homestead                 | Weymouth            | 4471 Highway Number one  | 44.4053 -65.9985     | 1383  | 1845    | Municipally Registered Property  | 2000 |       |
| M     | Weymouth Trading Post (Campbell's Store)                | Weymouth Trading Post (Campbell's Store) | Weymouth            | 4613 Highway Number One  | 44.4112 -65.9962     | 1317  | 1863    | Municipally Registered Property  | 1990 |       |
| M     | Bayside Farm                                            | Téléverser                               | Weymouth North      | 580 Fort Point Road      | 44.4531 -66.0024     | 1315  | 1860    | Municipally Registered Property  | 1999 |       |
| M     | Saint Peter's Church                                    | Téléverser                               | Weymouth North      | 5 Fort Point Branch      | 44.4385 -65.9945     | 1377  | 1879    | Municipally Registered Property  | 2000 |       |